# Please, Don't Touch Anything
Please, Don't Touch Anything est un jeu vidéo de réflexion développé par Four Quarters et édité par Bulkypix, sorti en 2015 sur PC, iOS et Android. Le jeu est en 2D pixel art. Une version compatible réalité virtuelle en 3D est sortie sur Oculus Rift et Samsung Gear VR.

## Système de jeu
Le joueur se retrouve face à un mystérieux panneau de commande surplombé par un écran et orné d'un simple bouton rouge en son centre et d'un levier rouge, situé en bas. Son collègue, qui le laisse temporairement, lui intime l'ordre de ne rien toucher.
En contredisant cet ordre, le joueur va déclencher des catastrophes ou des phénomènes étranges (destruction atomique d'une ville sur l'écran ou apparition d'un triangle Illuminati par exemple) et débloquer de nouveaux éléments interactifs qui apparaîtront au fur et à mesure. Le but du jeu est de découvrir toutes les fins de parcours possibles.

## Développement
Le jeu a été prototypé dans le cadre de la Ludum Dare n°31.

## Réception

### Critique
- PC Gamer : 70 %[1]
- TouchArcade : 4/5[2]
- Pocket Gamer : 8/10[3]